# Liste der Staatsoberhäupter 1915
Übersicht
◄◄ | ◄ | 1911 | 1912 | 1913 | 1914 | Liste der Staatsoberhäupter 1915 | 1916 | 1917 | 1918 | 1919 | ► | ►►

Weitere Ereignisse

## Afrika
- Ägypten (1914–1936 britisches Protektorat)
  - Staatsoberhaupt: Sultan Hussein Kamil (1914–1917)
  - Regierungschef: Ministerpräsident Hussein Rushdi Pascha (1914–1919)
  - Britischer Hochkommissar:
    - Milne Cheetham (1914–9. Januar 1915) (kommissarisch)
    - Henry McMahon (9. Januar 1915–1917)

- Äthiopien
  - Staats- und Regierungschef: Kaiser Iyasu V. (1913–1916) (1910–1911 Regent)

- Liberia
  - Staats- und Regierungschef: Präsident Daniel E. Howard (1912–1920)

- Südafrika
  - Staatsoberhaupt: König Georg V. (1910–1936)
    - Generalgouverneur: Sydney Buxton, 1. Viscount Buxton (1914–1920)

  - Regierungschef: Ministerpräsident Louis Botha (1910–1919) (1907–1910 Ministerpräsident von Transvaal)

## Amerika

### Nordamerika
- Kanada
  - Staatsoberhaupt: König Georg V. (1910–1936)
    - Generalgouverneur: Arthur, 1. Duke of Connaught and Strathearn (1911–1916)

  - Regierungschef: Premierminister Robert Borden (1911–1920)

- Mexiko
  - Staats- und Regierungschef:
    - Präsident Eulalio Gutiérrez Ortiz (1914–16. Januar 1915)
    - Präsident Roque González Garza (16. Januar 1915–10. Juni 1915) (kommissarisch)
    - Präsident Francisco Lagos Cházaro (10. Juni 1915–10. Oktober 1915) (kommissarisch)
    - Präsident Venustiano Carranza (1914, 10. Oktober 1915–1920)

- Neufundland
  - Staatsoberhaupt: König Georg V. (1910–1936)
    - Gouverneur: Walter Edward Davidson (1913–1917)

  - Regierungschef: Premierminister Edward Morris (1909–1917)

- Vereinigte Staaten von Amerika
  - Staats- und Regierungschef: Präsident Woodrow Wilson (1913–1921)

### Mittelamerika
- Costa Rica
  - Staats- und Regierungschef: Präsident Alfredo González Flores (1914–1917)

- Dominikanische Republik
  - Staats- und Regierungschef: Präsident Juan Isidro Jiménez (1899–1902, 1914–1916)

- El Salvador
  - Staats- und Regierungschef:
    - Präsident Alfonso Quiñónez Molina (1914–1. März 1915, 1918–1919, 1923–1927) (kommissarisch)
    - Präsident Carlos Meléndez (1913–1914, 1. März 1915–1918)

- Guatemala
  - Staats- und Regierungschef: Präsident Manuel José Estrada Cabrera (1898–1920)

- Haiti (1915–1934 von den USA besetzt)
  - Staats- und Regierungschef:
    - Präsident Joseph Davilmar Théodore (1914–22. Februar 1915)
    - Präsident Jean Vilbrun Guillaume Sam (25. Februar 1915–28. Juli 1915)
    - Revolutionskomitee (28. Juli 1915–12. August 1915)
    - Präsident Philippe Sudré Dartiguenave (12. August 1915–1922)

- Honduras
  - Staats- und Regierungschef: Präsident Francisco Bertrand (1911–1912, 1913–1919)

- Kuba
  - Staats- und Regierungschef: Präsident Mario García Menocal (1913–1921)

- Nicaragua
  - Staats- und Regierungschef: Präsident Adolfo Díaz (1911–1917, 1926–1929)

- Panama
  - Staats- und Regierungschef: Präsident Belisario Porras Barahona (1912–1916, 1918–1920, 1920–1924)

### Südamerika
- Argentinien
  - Staats- und Regierungschef: Präsident Victorino de la Plaza (1914–1916)

- Bolivien
  - Staats- und Regierungschef: Präsident Ismael Montes (1904–1909, 1913–1917)

- Brasilien
  - Staats- und Regierungschef: Präsident Venceslau Brás (1914–1918)

- Chile
  - Staats- und Regierungschef:
    - Präsident Ramón Barros Luco (1910–23. Dezember 1915)
    - Präsident Juan Luis Sanfuentes (23. Dezember 1915–1920)

- Ecuador
  - Staats- und Regierungschef: Präsident Leonidas Plaza Gutiérrez (1901–1905, 1912–1916)

- Kolumbien
  - Staats- und Regierungschef: Präsident José Vicente Concha (1914–1918)

- Paraguay
  - Staats- und Regierungschef: Präsident Eduardo Schaerer (1912–1916)

- Peru
  - Staatsoberhaupt:
    - Präsident Oscar R. Benavides (1914–18. August 1915, 1933–1939)
    - Präsident José Pardo y Barreda (1904–1908, 18. August 1915–1919) (1903–1904 Ministerpräsident)

  - Regierungschef:
    - Ministerpräsident Germán Schreiber Waddington (1910, 1914–19. Februar 1915)
    - Ministerpräsident Carlos Isaac Abril Galindo (18. Februar 1915–24. September 1915)
    - Ministerpräsident Enrique de la Riva-Agüero y Looz Corswaren  (1899–1900, 24. September 1915–1917)

- Uruguay
  - Staats- und Regierungschef:
    - Präsident José Batlle y Ordóñez (1899, 1903–1907, 1911–1. März 1915)
    - Präsident Feliciano Viera (1. März 1915–1919)

- Venezuela
  - Staats- und Regierungschef: Präsident Victorino Márquez Bustillos (1914–1922) (kommissarisch)

## Asien

### Ost-, Süd- und Südostasien
- Bhutan
  - Herrscher: König Ugyen Wangchuk (1907–1926)

- China
  - Staatsoberhaupt: Präsident Yuan Shikai (1912–1916)
  - Regierungschef:  Außenminister Xu Shichang (1914–1916)

- Britisch-Indien
  - Kaiser: Georg V. (1910–1936)
  - Vizekönig: Charles Hardinge (1910–1916)

- Japan
  - Staatsoberhaupt: Kaiser Yoshihito (1912–1926)
  - Regierungschef: Premierminister Ōkuma Shigenobu (1914–1916)

- Nepal
  - Staatsoberhaupt: König Tribhuvan (1911–1955)
  - Regierungschef: Ministerpräsident Chandra Shamsher Jang Bahadur Rana (1901–1929)

- Siam (heute: Thailand)
  - Herrscher: König Vajiravudh (1910–1925)

### Vorderasien
- Persien (heute: Iran)
  - Staatsoberhaupt: Schah Ahmad Schah Kadschar (1909–1925)
  - Regierungschef:
    - Ministerpräsident Hassan Mostofi al Mamalek (1913–März 1915)
    - Ministerpräsident Hassan Pirnia Moshir al Dowleh (März–Mai 1915)
    - Ministerpräsident Abdol Madschid Mirza Eyn-al-Dowleh (Mai–August 1915)
    - Ministerpräsident Hassan Mostofi al Mamalek (August–Dezember 1915)
    - Ministerpräsident Abdol Hossein Mirza Farmanfarma (25. Dezember 1915–1916)

### Zentralasien
- Afghanistan
  - Herrscher: Emir Habibullah Khan (1901–1919)

- Mongolei (umstritten)
  - Staatsoberhaupt: Bogd Khan (1911–1924)
  - Regierungschef: Ministerpräsident Sain Nojon Khan Shirindambyn Namnansüren (1912–1919)

- Tibet (umstritten)
  - Herrscher: Dalai Lama Thubten Gyatso (1913–1933)

## Australien und Ozeanien
- Australien
  - Staatsoberhaupt: König Georg V. (1910–1936)
  - Generalgouverneur: Viscount Ronald Munro-Ferguson (1914–1920)
  - Regierungschef:
    - Premierminister Andrew Fisher (1914–27. Oktober 1915)
    - Premierminister Billy Hughes (27. Oktober 1915–1923)

- Neuseeland
  - Staatsoberhaupt: König Georg V. (1910–1936)
  - Gouverneur: Earl Arthur Foljambe (1912–1917)
  - Regierungschef: Premierminister William Massey (1912–1925)

## Europa
- Albanien
  - Staats- und Regierungschef: Vorsitzender der provisorischen Regierung Essad Pascha Toptani (1914–1916)

- Andorra
  - Co-Fürsten:
    - Staatspräsident von Frankreich: Raymond Poincaré (1913–1920)
    - Bischof von Urgell: Juan Benlloch y Vivó (1907–1919)

- Belgien (1914–1918 von Deutschland besetzt)
  - Staatsoberhaupt: König Albert I. (1909–1934)
  - Regierungschef: Ministerpräsident Charles Baron de Broqueville (1911–1918, 1932–1934) (1914–1918 im Exil)

- Bulgarien
  - Staatsoberhaupt: Zar Ferdinand I. (1887–1918) (bis 1908 Fürst)
  - Regierungschef: Ministerpräsident Wassil Radoslawow (1886–1887, 1913–1918)

- Dänemark
  - Staatsoberhaupt: König Christian X. (1912–1947) (1918–1944 König von Island)
  - Regierungschef: Ministerpräsident Carl Theodor Zahle (1909–1910, 1913–1920)

- Deutsches Reich
  - Kaiser: Wilhelm II. (1888–1918)
    - Reichskanzler: Theobald von Bethmann Hollweg (1909–1917)

  - Anhalt
    - Herzog: Friedrich II. (1904–1918)
      - Staatsminister: Ernst von Laue (1910–1918)

  - Baden
    - Großherzog: Friedrich II. (1907–1918)
      - Staatsminister: Alexander von Dusch (1905–1917)

  - Bayern
    - König: Ludwig III. (1913–1918)
      - Vorsitzender im Ministerrat: Georg Freiherr von Hertling (1912–1917)

  - Braunschweig
    - Herzog: Ernst August (1913–1918)

  - Bremen
    - Bürgermeister: Clemens Carl Buff (1915) (1917)

  - Reichsland Elsaß-Lothringen
    - Kaiserlicher Statthalter: Johann von Dallwitz (1914–1918)
      - Staatssekretär des Ministeriums für Elsaß-Lothringen: Siegfried Graf von Roedern (1914–1916)

  - Hamburg
    - Erster Bürgermeister: Werner von Melle (1915) (1918)

  - Hessen-Darmstadt
    - Großherzog: Ernst Ludwig (1892–1918)
      - Präsident des Gesamtministeriums: Carl von Ewald (1906–1918)

  - Lippe
    - Fürst: Leopold IV. (1905–1918)

  - Lübeck
    - Bürgermeister: Johann Hermann Eschenburg (1911–1912, 1915–1916)

  - Mecklenburg-Schwerin
    - Großherzog: Friedrich Franz IV. (1897–1918)
      - Staatsminister: Adolf Langfeld (1914–1918)

  - Mecklenburg-Strelitz
    - Großherzog: Adolf Friedrich VI. (1914–1918)
      - Staatsminister: Heinrich Bossart (1908–1918)

  - Oldenburg
    - Großherzog: Friedrich August II. (1900–1918)
      - Staatsminister: Friedrich Julius Heinrich Ruhstrat (1908–1916)

  - Preußen
    - König: Wilhelm II. (1888–1918)
      - Ministerpräsident: Theobald von Bethmann Hollweg (1909–1917)

  - Reuß ältere Linie
    - Fürst: Heinrich XXIV. (1902–1918)
      - Regent: Heinrich XXVII. (Reuß jüngere Linie) (1908–1918)

  - Reuß jüngere Linie
    - Fürst: Heinrich XXVII. (Reuß jüngere Linie) (1913–1918)

  - Sachsen
    - König: Friedrich August III. (1904–1918)
      - Vorsitzender des Gesamtministeriums: Heinrich Gustav Beck (1914–1918)

  - Sachsen-Altenburg
    - Herzog: Ernst II. (1908–1918)

  - Sachsen-Coburg und Gotha
    - Herzog: Carl Eduard (1900–1918)
      - Staatsminister: Hans Barthold von Bassewitz (1914–1918)

  - Sachsen-Meiningen
    - Herzog: Bernhard III. (1914–1918)

  - Sachsen-Weimar-Eisenach
    - Großherzog: Wilhelm Ernst (1901–1918)

  - Schaumburg-Lippe
    - Fürst: Adolf II. (1911–1918)
    - Regierungschef: Staatsminister Friedrich von Feilitzsch (1898–1918)

  - Schwarzburg-Rudolstadt
    - Fürst: Günther Victor (1890–1918)

  - Schwarzburg-Sondershausen (ab 1909 in Personalunion mit Schwarzburg-Rudolstadt)
    - Fürst: Günther Victor (1909–1918)

  - Waldeck und Pyrmont (seit 1968 durch Preußen verwaltet)
    - Fürst: Friedrich (1893–1918)
    - Preußischer Landesdirektor: Wilhelm von Redern (1914–1918)

  - Württemberg
    - König: Wilhelm II. (1891–1918)
      - Präsident des Staatsministeriums: Karl von Weizsäcker (1906–1918)

- Frankreich
  - Staatsoberhaupt: Präsident Raymond Poincaré (1913–1920)
  - Regierungschef:
    - Präsident des Ministerrats René Viviani (1914–29. Oktober 1915)
    - Präsident des Ministerrats Aristide Briand (29. Oktober 1915–1917)

- Griechenland
  - Staatsoberhaupt: König Konstantin I. (1913–1917)
  - Regierungschef:
    - Ministerpräsident Eleftherios Venizelos (1910–7. Oktober 1915)
    - Ministerpräsident Alexandros Zaimis (7. Oktober–7. November 1915)
    - Ministerpräsident Stephanos Skouloudis (7. November 1915–1916)

- Italien
  - Staatsoberhaupt: König Viktor Emanuel III. (1900–1946)
  - Regierungschef: Ministerpräsident Antonio Salandra (1914–1916)

- Liechtenstein
  - Herrscher: Fürst Johann II. (1858–1929)

- Luxemburg (besetzt)
  - Staatsoberhaupt: Großherzogin Maria-Adelheid (1912–1919)
  - Regierungschef:
    - Regierungspräsident Paul Eyschen (1888–1915)
    - Regierungspräsident Mathias Mongenast (12. Oktober–6. November 1915)
    - Regierungspräsident Hubert Loutsch (1915–1916)

- Monaco
  - Staatsoberhaupt: Fürst: Albert I. (1889–1922)
    - Staatsminister: Staatsminister Émile Flach (1911–1917)

- Montenegro
  - Staatsoberhaupt: König Nikola I. Petrović-Njegoš (1860–1918) (bis 1910 Fürst)
  - Regierungschef:
    - Ministerpräsident Sirdar Janko Vukotić (1913–16. Juli 1915)
    - Ministerpräsident Milo Matanović (16. Juli 1915–1916)

- Neutral-Moresnet (1830–1915 unter gemeinsamer Verwaltung von Belgien und Preußen, 1915–1918 unter preußischer Verwaltung)
  - Staatsoberhaupt: König von Belgien Albert I. (1909–1915, 1918–1920)
    - Kommissar: Fernand Bleyfuesz (1889–1915, 1918–1920)

  - Staatsoberhaupt: König von Preußen Wilhelm II. (1888–1918)
    - Kommissar: Walter The Losen (1909–1918)

  - Bürgermeister:
    - Hubert Schmetz (1885–1915)
    - Wilhelm Kyll (1915–1918)

- Niederlande
  - Staatsoberhaupt: Königin Wilhelmina (1890–1948)
  - Regierungschef: Ministerpräsident Pieter Cort van der Linden (1913–1918)

- Norwegen
  - Staatsoberhaupt: König Haakon VII. (1906–1957)
  - Regierungschef: Ministerpräsident Gunnar Knudsen (1913–1920)

- Osmanisches Reich (heute: Türkei)
  - Herrscher: Sultan Mehmed V. (1909–1918)
  - Regierungschef: 
    - Großwesir Said Halim Pascha (1913–1917)

- Österreich-Ungarn
  - Staatsoberhaupt: Kaiser Franz Joseph I. (1848–1916)
  - Regierungschef: Ministerpräsident Karl Reichsgraf von Stürgkh (1911–1916)

- Portugal
  - Staatsoberhaupt:
    - Präsident Manuel José de Arriaga (1911–26. Mai 1915)
    - Präsident Teófilo Braga (29. Mai–5. Oktober 1915)
    - Präsident Bernardino Machado (6. Oktober 1915–1917)

  - Regierungschef:
    - Ministerpräsident Vítor Hugo de Azevedo Coutinho (1914–28. Januar 1915)
    - General Joaquim Pimenta de Castro (28. Januar–14. Mai 1915)
    - Verfassungsjunta José Norton de Matos, António Maria da Silva, José de Freitas Ribeiro, Alfredo de Sá Cardoso, Álvaro Xavier de Castro (14. Mai–17. Mai 1915)
    - (amtierend) João Pinheiro Chagas (17. Mai 1915)
    - General José de Castro (17. Mai–29. November 1915)
    - Ministerpräsident Afonso Augusto da Costa (29. November 1915–1916)

- Rumänien
  - Staatsoberhaupt: König Ferdinand I. (1914–1927)
  - Regierungschef: Ministerpräsident Ion I. C. Brătianu (1914–1918)

- Russland
  - Zar Nikolaus II. (1894–1917)
  - Regierungschef: Ministerpräsident Iwan Logginowitsch Goremykin (12. Februar 1914–1916)

- San Marino
  - Capitani Reggenti:
    - Olinto Amati (1908–1909, 1914–1. Oktober 1915) und Cesare Stacchini (1911, 1914–1. Oktober 1915)
    - Moro Morri (1911, 1. April 1915–1. Oktober 1915, 1919–1920) und Antonio Burgagni (1. April 1915–1. Oktober 1915)
    - Alfredo Reffi (1906–1907, 1910, 1. Oktober 1915–1916) und Luigi Lonfernini (1910–1911, 1. Oktober 1915–1916)

  - Regierungschef: Liste der Außenminister San Marinos Menetto Bonelli (1910–1918)

- Schweden
  - Staatsoberhaupt: König Gustav V. (1907–1950)
  - Regierungschef:
    - Ministerpräsident Karl Staaff (1911–17. Februar 1914)
    - Ministerpräsident Hjalmar Hammarskjöld (17. Februar 1914–1917)

- Schweiz[1]
  - Bundespräsident: Giuseppe Motta (1915, 1920, 1927, 1932, 1937)
  - Bundesrat:
    - Eduard Müller (1895–1919)
    - Ludwig Forrer (1903–1917)
    - Arthur Hoffmann (1911–1917)
    - Giuseppe Motta (1911–1940)
    - Camille Decoppet (1912–1919)
    - Edmund Schulthess (1912–1935)
    - Felix Calonder (1913–1920)

- Serbien
  - Staatsoberhaupt: König Peter I. (1903–1918)
  - Regierungschef: Ministerpräsident Nikola Pašić (1912–1918)

- Spanien
  - Staatsoberhaupt: König Alfons XIII. (1886–1941)
  - Regierungschef:
    - Regierungspräsident Eduardo Dato Iradier (1913–9. Dezember 1915)
    - Regierungspräsident Álvaro Figueroa Torres (9. Dezember 1915–1917)

- Vereinigtes Königreich
  - Staatsoberhaupt: König Georg V. (1910–1936)
  - Regierungschef: Premierminister Earl Herbert Henry Asquith (1908–1916)